# Triangle des disparitions en Irlande

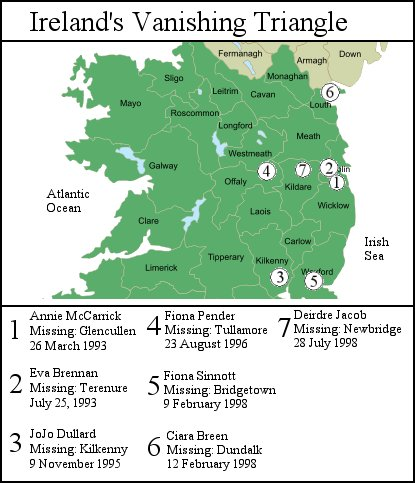

Le Triangle des disparitions en Irlande (Ireland's Vanishing Triangle en anglais),, est un terme couramment utilisé par les médias irlandais faisant référence à un certain nombre de femmes disparues entre la fin des années 1980 et la fin des années 1990. D'autres femmes ont également été assassinées dans cette zone et ces affaires ne sont toujours pas résolues. Toutes les femmes disparues ou assassinées présentent les mêmes caractéristiques. L'âge des victimes va de la fin de l'adolescence à la fin de la trentaine, elles ont disparu de manière inexplicable et soudaine, et aucun indice ou preuve de leur sort n'a jamais été trouvé malgré les recherches et les campagnes à grande échelle menées par la Garda Síochána pour les retrouver. La Garda Síochána pense que leurs restes sont probablement enterrés dans des champs, des tourbières ou dans des forêts isolés. Le triangle se situe à l'est de l'île, à peu près aux limites de Leinster, sur une zone d'environ 130 km autour de Dublin.
En raison des similitudes entre les cas, l'hypothèse la plus prisée est celle d'un tueur en série ou de plusieurs tueurs qui auraient sévi dans la région durant cette période. Les cas de ces femmes disparues reviennent régulièrement dans les médias irlandais et ont fait l'objet de nombreux documentaires. En 1998, la Garda Síochána a mis en place un groupe de travail se concentrant sur les disparitions et homicides non-résolus, mais à ce jour, aucun indice n'a été trouvé pouvant expliquer ce qui est arrivé à ces femmes, malgré une récompense de 10 000 dollars pour toute information menant à la découverte d'un corps.

## Les victimes

### Les femmes disparues
- Priscilla Clarke, 25 ans, et Lynda Kavanagh, 39 ans, ont disparu le 3 mai 1988 de Enniskerry, dans le comté de Wicklow, après une balade à cheval. Priscilla travaillait pour Lynda en tant que nounou à domicile[5]. Lynda avait appelé son mari pour lui faire savoir qu'elle et Priscilla partait en balade. Le corps de Lynda a été découvert deux jours plus tard dans la rivière Dargle[5]. Les chevaux ont été retrouvés à proximité, humides et perdus. Le corps de Priscilla n'a jamais été retrouvé. Deux personnes ont été aperçues montant à cheval sur le domaine de Charleville le jour de la disparition de Priscilla[7]. L'une a été reconnue comme étant Lynda, l'autre n'a pas été identifiée. À l'époque, la police pensait que les deux femmes avaient rencontré des difficultés au moment de traverser la rivière en crue. La famille de Priscilla, quant à elle, pense que l'hypothèse d'un homicide aurait dû être envisagée[8].
- Annie Bridget McCarrick, 26 ans, originaire de Long Island dans l'état de New York, aux États-Unis, a disparu le 26 mars 1993. Elle a été vue pour la dernière fois ce matin-là près de sa maison à Dublin, où elle a été filmée par la CCTV. Elle a également été aperçue plus tard et plusieurs fois à Enniskerry[9]. Elle avait prévu de voir des amis le lendemain, mais n'était pas chez elle lorsqu'ils sont arrivés. Elle ne s'est pas non plus rendue à son travail le 27 mars, et a été portée disparue le soir même[10]. Le 24 mars 2023, les autorités ont annoncé qu'elles avaient transformé l'affaire de sa disparition en enquête criminelle[9].
- Eva Brennan, 39 ans, de Rathgar, dans le comté de Dublin, a disparu le 25 juillet 1993. Elle était en dépression à l'époque et a disparu après une petite dispute lors d'un repas de famille chez ses parents à Terenure. Le père d'Eva s'est rendu a son appartement car elle n'était pas venue les voir depuis deux jours. Il a sonné à la porte, sans réponse. Il s'est ensuite rendu au Horse and Hound Pub, propriété de la famille, et a demandé au barman de venir chez Eva pour casser une fenêtre et rentrer dans l'appartement. La veste qu'elle portait le dernier jour où elle a été vue était là, Eva est donc rentrée chez elle ce jour-là[11],[12]. La famille n'a eu connaissance d'aucune enquête initiée par la Garda Síochána pendant environ trois mois, et a critiqué la façon dont ils ont traité la disparition d'Eva. La dernière fois qu'elle a été vue, Eva portait un survêtement rose et un legging, une montre pour homme au bracelet marron, ainsi qu'un sac à main en simili-cuir rouge d'environ 10 x 15 cm avec un rabat à l'avant.
- Imelda Keenan, 22 ans, originaire de Mountmellick dans le comté de Laois, vivait à Waterford City, dans le comté de Waterford lorsqu'elle a disparu le 3 janvier 1994. Elle vivait avec son petit-ami, Mark Wall, dans un appartement en ville sur William Street. Imelda fréquentait le Central Technical Institute, où elle a suivi un cours d'informatique pendant une courte période. Selon Mark, le 3 janvier 1994, elle lui a dit qu'elle se rendait au bureau de poste, a quitté l'appartement à 13h30[13], et a marché le long de William Street jusqu'à Lombard Street[13]. Elle a été vue pour la dernière fois à ce moment-là alors qu'elle traversait la route, par une secrétaire médicale qui la connaissait bien[13]. Cette secrétaire l'a aperçu traverser la route à l'angle du Tower Hotel et de Lombard Street. Elle n'a jamais été revue. Sa famille, qui l'avait vu pour la dernière fois avant Noël, s'est rendue dans son appartement le lendemain. Ils ont trouvé étrange que des cadeaux de Noël soient encore sous le sapin début janvier, et ont émis l'hypothèse qu'elle avait peut-être disparu bien avant le 3 janvier[14]. Sa nièce, Gina Kerry, a déclaré : « Lorsqu'ils sont entrés, ils ont remarqué que les lunettes et les cigarettes d'Imelda étaient toujours là - des affaires que vous prendriez avec vous si vous alliez au bureau de poste [...]. Ils ont aussi remarqué que des cadeaux de Noël pas encore ouverts étaient sous le sapin et qu'il y avait aussi des cadeaux de Noël pour son neveu. [...] Nous avons trouvé cela vraiment étrange car personne n'ouvre ses cadeaux en janvier. À la veille de Noël à la rigueur, mais jamais en janvier. Ces éléments ont tout de suite tiré la sonnette d'alarme chez la famille : cela ne collait pas. »[14].
- Josephine "JoJo" Dullard, 21 ans, originaire de Callan, dans le comté de Kilkenny, a disparu le 9 novembre 1995. Ce jour-là, elle avait rejoint des amis à Dublin, au Bruxelles Pub, sur Harry Street et a passé l'après-midi avec eux[15]. Au moment de rentrer chez elle, elle a raté le bus pour Callan et a dû prendre le bus pour Naas à la place. Elle a ensuite fait du stop, est montée dans deux voitures différentes, et est arrivée à Moone, dans le comté de Kildare[16]. À 23h37, elle a appelé une amie depuis une cabine téléphonique de Moone pour lui dire qu'elle serait bientôt à la maison et qu'une voiture venait de s'arrêter pour l'y amener[16]. Ce sera le dernier signe de vie de Josephine[16]. Au moment de sa disparition, elle portait un jean bleu, des bottes noires et un petit sac à dos. Elle avait également un lecteur CD Sanyo avec des écouteurs assortis[16]. Peu de temps après, une femme correspondant à la description de Josephine a été vue, s'appuyant sur la porte arrière d'une voiture de type Toyota Carina de couleur sombre[17]. En 2020, l'enquête sur sa disparition a été re-qualifiée en enquête pour meurtre[16].
- Fiona Pender, 25 ans, de Tullamore, dans le comté d'Offaly, a disparu le 23 août 1996. Elle vivait avec son petit ami, John Thompson, et était enceinte de 7 mois[18]. Le jeudi 22 août, elle a passé l'après-midi avec sa mère Josephine, à faire du shopping pour son futur bébé, puis Fiona est rentrée chez elle en taxi vers 19h[18]. Le lendemain, sa mère s'est rendue chez elle mais a trouvé les rideaux fermés et n'a pas voulu la déranger. Le soir-même, son père s'est également rendu chez elle, les rideaux étaient toujours fermés mais les lumières allumées, il ne s'est donc pas inquiété[18]. N'ayant toujours pas de nouvelles de Fiona le samedi, ses parents ont appelé Thompson, qui leur a indiqué qu'il avait vu Fiona pour la dernière fois le vendredi 23 août à 6h du matin alors qu'il se rendait au travail, et qu'il a dormi chez sa famille ce soir-là[18]. Sa disparition a été signalée le 24 août, et après 12 heures d'interrogatoire, il a été déclaré que la famille Thompson n'avait aucun lien avec cette disparition[19]. En 2008, une petite croix en bois portant le nom de Fiona Pender a été trouvée sur le sentier de randonnée Slieve Bloom, à la frontière entre les comtés de Laois et Offaly, qui a mené à l'hypothèse que Fiona avait été enterrée quelque part dans les Monts Slieve Bloom[19].
- Ciara Breen, 17 ans, a disparu le 13 février 1997 sur Bachelor's Walk à Dundalk, dans le comté de Louth. Elle a été vue pour la dernière fois par sa mère Bernadette, qui a déclaré qu'elles étaient toutes les deux parties se coucher juste après minuit[20]. Ce jour-là, elles sont allées dans un café du coin prendre le thé puis sont rentrées chez elles[20]. Elles ont eu une courte conversation dans le lit de Bernadette avant d'aller se coucher. Vers 2h du matin, Bernadette s'est levée pour aller aux toilettes et s'est rendu compte que Ciara avait disparu[20]. Elle avait laissé le loquet d'une fenêtre ouvert, probablement pour pouvoir remonter à l'intérieur après[21]. Le scénario le plus probable est que Caria a décidé de quitter la maison pour se rendre à un rendez-vous mais cette hypothèse n'a jamais été vérifiée. En 1999 puis en 2015, Liam Mullen a été arrêté en lien avec l'affaire puis relâché sans poursuite, après que la police ait reçu deux lettres contenant de nouvelles informations[22]. Des amis de Ciara ont également déclaré qu'elle avait prévu de le rejoindre cette nuit-là[22]. Mullen a été à nouveau arrêté en 2017 pour conduite en était d'ébriété, puis est décédé d'une overdose en garde-à-vue. Il reste le suspect principal de cette affaire[22]. Bernadette, la mère de Ciara, est décédée en 2018[23].
- Fiona Sinnott, 19 ans, originaire de Rosslare Strand, dans le comté de Wexford, vivait dans le petit village de Ballyhitt lorsqu'elle a disparu le 8 février 1998. Elle a été vue pour la dernière fois quittant le Butler's Pub de Broadway avec Sean Carroll, son ex-petit-ami et père de sa fille Emma de 11 mois[24]. Sean a dit aux enquêteurs qu'il avait raccompagné Fiona chez elle à Ballyhitt et qu'il avait dormi sur son canapé[24]. Fiona est allée directement se coucher après s'être plainte de douleurs au bras et dans le haut du corps. Le lendemain matin, Sean a déclaré être entré dans la chambre de Fiona qui était déjà réveillée. Elle lui a dit qu'elle avait l'intention de se rendre chez son médecin plus tard dans la journée, puis a disparu sans laisser de trace[25]. Elle n'est jamais allée voir son docteur, et aucune trace n'indique qu'elle se soit rendue dans l'un des cabinets médicaux de la région[25]. En 2005, l'enquête a été re-qualifiée d'enquête pour meurtre[26]. Le 12 septembre 2008, une plaque commémorative en mémoire de Fiona a été volée d'un cimetière de Our Lady's Island. La plaque en marbre, qui avait été cimentée dans le mur, a été retirée la veille de son inauguration[27].

### Les femmes assassinées
- Antoinette “Angie” Greene Smith, 27 ans, mère de deux petites filles, a disparu le 12 juillet 1987 à 3 heures du matin, après avoir assisté la veille au concert de David Bowie dans le Slane Castle dans le comté de Meath[28]. Après le concert, elle est rentrée à Dublin en bus vers 23h30, puis s'est rendue au Harp Bar sur O'Connell Bridge avant d'aller en boîte de nuit avec une amie à La Mirage Discotheque sur Parnell Street[29]. Elles ont quitté la discothèque vers 2 heures du matin, et l'amie d'Antoinette est partie de son côté[29]. Antoinette a continué à marcher près de l'hôtel Gresham sur O'Connell Street en direction du pont de O'Connell Street. Sa disparition a été signalée par son mari, dont elle était séparée. Ses restes ont été découverts le 3 avril 1988, dans les montagnes de Glendoo, à proximité du monument Lemass, près de Glencree et Enniskerry[28]. Les examens médico-légaux de son corps ont indiqué qu'elle avait été violée et étranglée[28]. Sa tête était couverte d'un sac en plastique[28].
- Patricia Moriarty Doherty, 29 ans, agent pénitentiaire à la prison de Mountjoy, est rentrée chez elle à Tallaght, dans le comté de Dublin, juste avant 21 heures le soir du 23 décembre 1991. Elle est cependant vite ressortie pour aller au centre commercial Old Bawn afin d'acheter des bonnets de Père Noël à ses enfants. Le jour de Noël, son mari a signalé sa disparition. Un témoin a déclaré avoir vu Patricia vers 21h20 le 23 décembre, passant devant le Bridget Burke's Pub et se dirigeant vers le centre commercial Old Bawn[30]. Un second témoin a déclaré avoir vu une femme correspondant à la description de Patricia monter dans une voiture rouge à l'entrée du centre commercial. Le 21 juin 1992, un homme coupait du gazon dans les montagnes de Wicklow, dans une zone connue sous le nom de Glassmucky Breaks, à moins d'un kilomètre de l'endroit où le corps de Smith a été trouvé, lorsqu'il a également trouvé des restes humains. Ceux-ci ont été identifiés comme étant ceux de Patricia grâce aux dossiers dentaires. Elle avait été étranglée[31].
- Marie Kilmartin, 35 ans, de Beladd, dans le comté de Laois, s'est rendue à son travail en maison de retraite à 11 heures le 16 décembre 1993[32]. À 16 heures, deux collègues de Marie l'ont déposée chez elle et l'ont regardée marcher jusqu'à sa porte d'entrée. Lorsque la colocataire de Marie est arrivée chez elle après son travail à 18 heures, elle a constaté que Marie n'était pas là et qu'aucune des lumières de leur maison n'avait été allumée[33]. La colocataire a également trouvé les courses de Marie déballées sur la table de la cuisine[34]. Un examen médico-légal de la maison de Marie n'a pas permis de découvrir ce qui aurait pu conduire à sa disparition soudaine. La police a cependant découvert qu'à 16h20 le 16 décembre, un appel téléphonique avait été passé sur la ligne fixe de Marie et avait duré deux minutes[35]. L'appel a été retracé jusqu'à une cabine téléphonique à Portlaoise, près de l'hôpital St. Fintan. Un témoin s'est ensuite manifesté et a déclaré avoir vu un homme entrer dans la cabine téléphonique au moment où l'appel a été passé. Elle a décrit l'homme comme étant âgé de 30 ans, mesurant entre 1m70 et 1m80 et ayant des cheveux foncés. Cet individu n'a jamais été identifié[36]. Le 10 juin 1994, son corps a été découvert à Pims Lane près de Mountmellick, dans le comté de Laois, à 16 kilomètres de son domicile. Elle se trouvait dans une tourbière, à côté d'un fossé de drainage, et un bloc de ciment avait été placé sur le corps[37]. L'autopsie a révélé qu'elle avait été étranglée et qu'il n'y avait aucune preuve d'agression sexuelle[38].